# Electric Fields
Electric Fields är en australisk elektronisk musikduo bestående av sångaren Zaachariaha Fielding och keyboardspelaren och producenten Michael Ross. Electric Fields kombinerar modern elektrisk soulmusik med aboriginernas kultur och sjunger på pitjantjatjara, yankunytjatjara och engelska. Duon representerade Australien i Eurovision Song Contest 2024 med låten "One Milkali (One Blood)".

## Karriär
Fielding och Ross har båda ställt upp i The X Factor Australia, 2011 respektive 2013, och har sedan 2015 uppträtt som Electric Fields. I juni 2016 släpptes deras debut-EP, Inma. I december 2018 tillkännagavs duon vara deltagare i Eurovision - Australia Decides, där vinnaren skulle få representera Australien i Eurovision Song Contest 2019. Deras låt "2000 and Whatever" kom två i både jury-och publikomröstningen och slutade tvåa totalt. Duon var Australiens poängutdelare i finalen av Eurovision Song Contest det året. Senare samma år tunerade duon runt Australien med "2000 and Whatever". Den 3 april 2020 släpptes låten "Would I Lie", som var ett samarbete med den norska gruppen KEiiNO.
Den 5 mars 2024 tillkännagavs duon vara Australiens representanter till Eurovision Song Contest 2024 i Malmö och deras bidrag, "One Milkali (One Blood)", släpptes samma dag. Låten är den första att innehålla fraser på yankunytjatjara att tävla i Eurovision Song Contest. Bidraget slutade på en elfte plats med 41 poäng och missade därmed finalen.